# Polygonum longipes
Polygonum longipes är en slideväxtart som beskrevs av Halácsy & Charrel. Polygonum longipes ingår i släktet trampörter, och familjen slideväxter. Inga underarter finns listade i Catalogue of Life.